# Прадед (гора)
Пра́дед (чеш. Praděd, нем. Altvater) — гора в Чехии, высочайшая вершина хребта Грубый Есеник. Является пятой по высоте горой Чехии.
Гора находится на границе двух исторических областей Чехии — Моравии и Чешской Силезии.

## Строения и сооружения
На вершине горы Моравско-силезской судетской туристической ассоциацией в 1903—1912 годах был сооружён Альтватертурм (Altvaterturm) — каменная башня, оформленная в старинном готическом стиле. После 1945 году данная туристическая ассоциация прекратила своё существование, в результате чего сооружение перестало поддерживаться в должном техническом состоянии, что привело в 1959 году к обрушению башни. В 2004 году точная копия строения была воспроизведена в Тюрингии.

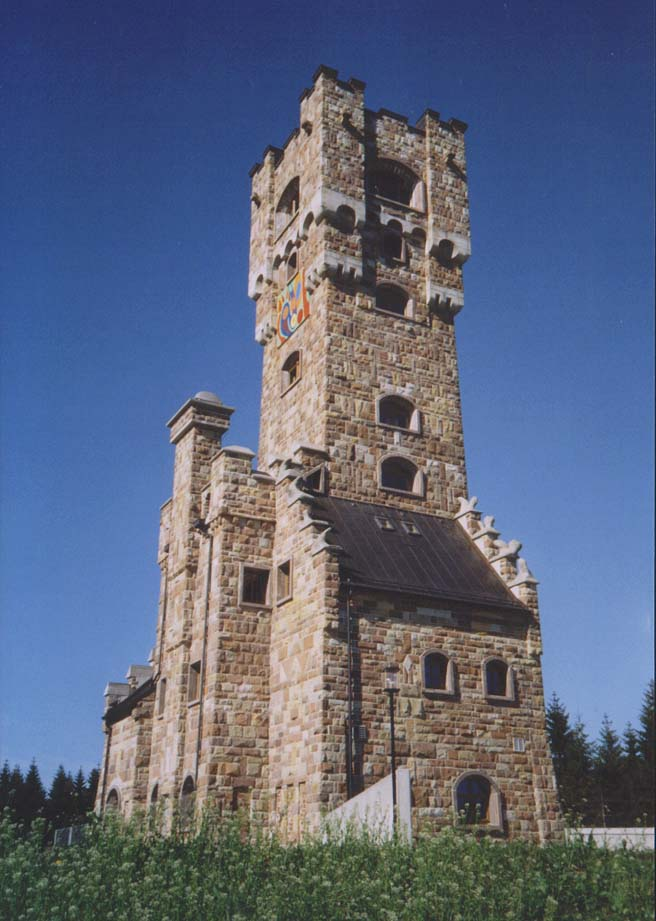
Копия башни Altvaterturm, построенная в 2004 г. в Западной Тюрингии в Германии

С развитием телевизионного вещания в 1960-х годах на горе была установлена деревянная конструкция с телевизионным передатчиком. В 1968 году началось строительство 162-метровой телевещательной станции, для чего от деревни Овчарна на гору была проложена первая асфальтированная дорога. Строительство станции завершилось в 1983 году открытием ресторана. Со смотровой площадки, расположенной на высоте 80 м, в хорошую погоду открывается вид на Высокие Татры, Малую Фатру и Альпы.

## Охрана природы
В 1955 году на горе Прадед был основан национальный природный заповедник.

## Интересные факты
- По преданиям, именно на этой вершине живет могущественный и справедливый повелитель Йесеницких гор Прадед. Правда, около века назад легенду о Прадеде попытался опровергнуть венский писатель Арношт Деймал. Собрав всевозможные предания о старце, живущем в Йесеницких горах, он пришёл к выводу, что легенду о Прадеде выдумал контрабандист, некогда скрывавшийся от тюрьмы среди горных хребтов. Якобы, переодетый в пастуха преступник ходил и всем рассказывал о справедливости Прадеда, отбирающего у богатых и наделяющего бедных. Рассказчиком он, видимо, был превосходным, потому что вскоре в существование правителя гор поверили все живущие в округе.
- Недалеко от вершины Прадеда расположены Петровы камни, место, где по преданиям ведьмами устраивались жуткие шабаши[2].
- Чешский резчик по дереву Йиржи Галоузка из поселка Йиржиков, что в Северной Моравии, за 4 года изваял из дерева статую властелина гор. Вырезанный из тополя деревянный гигант уникален: его признали самой высокой чешской статуей.